# 謝拉菲米夫卡 (布利茲紐基區)
48°53′1″N 36°37′11″E / 48.88361°N 36.61972°E
塞拉菲米夫卡（烏克蘭語：Серафимівка）是位於烏克蘭東部的村莊，由哈爾科夫州洛佐瓦區的布利茲紐基市鎮負責管轄。該村始建於1911年，面積0.36平方公里，海拔高度172米，2001年人口105，人口密度每平方公里291.7人。